# Schnatten
Schnatten ist eine Ortschaft in der Kärntner Marktgemeinde Metnitz mit 18 (Stand 1. Jänner 2024) Einwohnern. Die Ortschaft liegt zur Gänze auf dem Gebiet der Katastralgemeinde Feistritz.

## Lage
Die Ortschaft liegt am östlichen Rand der Gemeinde Metnitz an den rechtsseitigen Hängen des Metnitztals und ist über die Straße L62c (Prekova-Straße) erreichbar.

## Geschichte
1309 wird ein Gut in der Snait erwähnt.
Als Teil der Steuer- bzw. Katastralgemeinde Feistritz wurde Schnatten im Zuge der Reformen nach der Revolution 1848/49 Teil der Gemeinde Grades. 1973 wurden die Gemeinden Grades und Metnitz zusammengeschlossen, so dass die Ortschaft heute zur Gemeinde Metnitz gehört.

## Bevölkerungsentwicklung
Für die Ortschaft zählte man folgende Einwohnerzahlen:
- 1869: 19 Häuser, 154 Einwohner[3]
- 1880: 19 Häuser, 144 Einwohner[4]
- 1890: 19 Häuser, 152 Einwohner[5]
- 1900: 18 Häuser, 147 Einwohner[6]
- 1910: 20 Häuser, 129 Einwohner[7]
- 1934: 116 Einwohner[8]
- 1961: 17 Häuser mit 99 Einwohnern[9]
- 1991: 64 Einwohner[10]
- 2001: 12 Gebäude, 32 Einwohner[11]
- 2011: 12 Gebäude, 21 Einwohner[12]
- 2021: 12 Gebäude, 23 Einwohner, 7 Haushalte, 4 Arbeitsstätten[13]

## Ortschaftsbestandteile
Im Bereich der Ortschaft befinden sich die Einzelhöfe Schabernig, Haberland, Haberzettl, Haßhold, Lagler, Linder, Fritz, Mayer, Steiner, Oberer Ortner, Tamegger und Unterer Ortner.
Vorübergehend wurde amtlich zwischen den Ortschaftsbestandteilen Schattseite und Sonnseite unterschieden:

### Schattseite
Für die Rotte Schattseite wurden 1890 11 Häuser mit 96 Einwohnern und 1900 11 Häuser mit 96 Einwohnern angegeben.

### Sonnseite
Für die Rotte Sonnseite wurden 1890 8 Häuser mit 56 Einwohnern und 1900 7 Häuser mit 51 Einwohnern angegeben.
Bei den ersten Volkszählungen wurde der Bereich der heute als Marienheim geführten Ortschaft noch zur Ortschaft Schnatten gezählt.